# Adam Włodek
Adam Włodek (Cracóvia, 8 de agosto de 1922 – Cracóvia, 19 de janeiro de 1986) foi um poeta, editor e tradutor polonês.

## Biografia
Ele foi casado com Wisława Szymborska, ganhadora do Prêmio Nobel de Literatura, entre os anos de 1948 e 1954.
Ele publicou 10 livros, principalmente coleções de seus poemas. Ele também foi editor de vários jornais poloneses, incluindo Dziennik Polski, e traduziu obras das línguas tcheca e eslovaca para o polonês.